# Лапті (село)
Лапті (Лапце, пол. Łapcie) — село в Польщі, у гміні Вишки Більського повіту Підляського воєводства. Населення — 82 особи (2011).

## Історія
Вперше згадується 1597 року.
У 1975—1998 роках село належало до Білостоцького воєводства.

## Демографія
Демографічна структура станом на 31 березня 2011 року:
|          | Загалом | Допрацездатний вік | Працездатний вік | Постпрацездатний вік |
| -------- | ------- | ------------------ | ---------------- | -------------------- |
| Чоловіки | 45      | 9                  | 30               | 6                    |
| Жінки    | 37      | 4                  | 17               | 16                   |
| Разом    | 82      | 13                 | 47               | 22                   |